# Filmsskuespillerinden
Filmsskuespillerinden er en tysk stumfilm fra 1919 af Ernst Lubitsch.

## Medvirkende
- Paul Biensfeldt som Firma
- Julius Dewald som Erich von Schwind
- Victor Janson som Lachmann
- Max Kronert som Wastel